# Huaca Prieta
Huaca Prieta is de locatie van een precolumbiaanse vestigingsplaats aan de rand van de Grote Oceaan in de Chicamavallei, even ten noorden van Trujillo, in de regio La Libertad in Peru. Het maakt deel uit van het Archeologisch Complex El Brujo, waaronder ook Mochecultuursites vallen.
Huaca Prieta was al bewoond vanaf 14.500 jaar Before Present (BP), lang voordat er aardewerk (keramiek) werd geïntroduceerd. Het bestaat uit een grote heuvel van as, stenen, textiel, planten en schelpen, met enige graven en constructies.